# Dogonia nigra
Dogonia nigra är en tvåvingeart som beskrevs av H. Oldroyd 1970. Dogonia nigra ingår i släktet Dogonia och familjen rovflugor.
Artens utbredningsområde är Kongo. Inga underarter finns listade i Catalogue of Life.